# Хронология повстанческого движения на Западной Украине
Повстанческое движение на Западной Украине (В СССР и России также известно как Бандеровское движение, в Третьем Рейхе — Национально-украинское бандитское движение, укр. Український визвольний рух) — борьба Украинской повстанческой армии и других украинских националистических организаций за создание независимого украинского государства на территории западных областей УССР, а также частично Беларуси, Польши и Чехословакии во время Второй Мировой войны, а также в первые годы после её окончания. УПА была создана изначально для противодействия террору со стороны германской оккупационной администрации, а также против рейдирующих на Западную Украину советских и польских партизан. С восстановлением советской власти на Западной Украине, УПА вела крупномасштабные боевые действия против советских войск и НКВД, а затем, вследствие тяжёлых потерь, постепенно перевела действия в партизанскую фазу. Поддержку националистам оказывали западные спецслужбы ЦРУ и МИ-6 в рамках операции «Аэродинамик».

## Хронология противостояния против СССР и его союзников

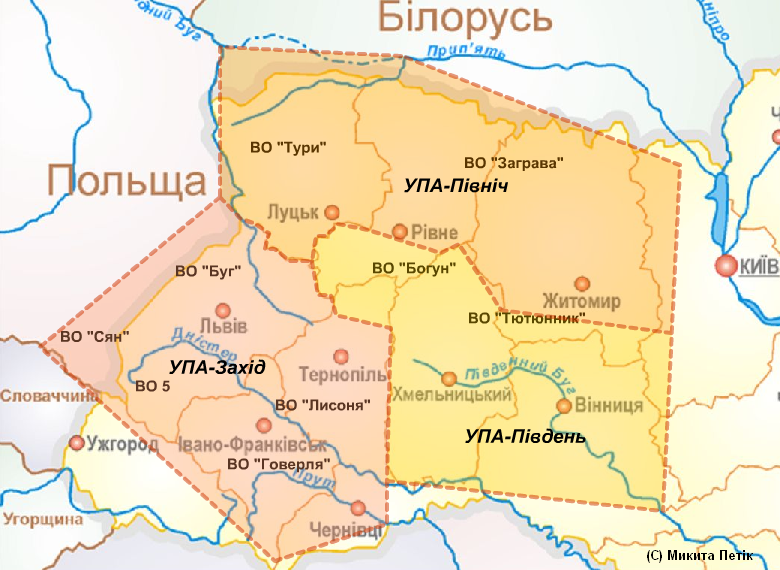
Территориальная структура УПА. 1944 год

### 1949 год
- 4 января — в Ряшеве поляки завершили трехдневный судебный процесс над командиром сотни УПА «Ударники-4» Владимиром «Бурлакой» Щигельским, присудив ему смертную казнь. «Бурлака» попал в чехословацкий плен в ночь на 4 сентября 1947 года во время рейда через территорию страны в американскую зону оккупации Германии. В июле 1948 года, после неудачной попытки побега, «Бурлаку» передали Польше. После оглашения приговора в начале января 1949 года Щигельский сидел в заключении в ожидании расстрела ещё три месяца и 7-го апреля того же года во внутреннем дворике ряшевской тюрьмы поляки его расстреляли[2].
- 31 января — столкновение УПА с МГБ во Львове (ранен один милиционер, застрелился при задержании начальник Главного штаба УПА полковник Александр Гасин-«Рыцарь»)[3].
- 8 февраля — в бою со спецгруппой МГБ около села Петушков Острожкого района Ровенской области погиб, покончив самоубийством, майор УПА Николай Козак («Смок»), заместитель краевого проводника ОУН на Северо-Западных украинских землях. Там же была захвачена подпольная типография краевого провода ОУН (90 тыс. страниц печатных материалов)[4].
- 14 апреля — захват поисковой группой 215-го полка ВВ (16 военнослужащих, командир лейтенант Литвиненко) схрона ОУН в горах возле села Ясень Перегинского района Станиславской области. Последовал 1-часовой бой, в котором погибли командир УПА-Запад полковник Василий Сидор-«Шелест», его жена Надежда, 4 боевика охраны, прорвался 1 боевик[5].
- 11 июня — засада УПА в Чёрном лесу Станиславской области на конвой MГБ 38-й армии. Сожжены 4 грузовых автомобиля, уничтожен сержант Советской армии и отпущены с оружием без патронов 12 солдат Советской армии)[6].
- 17 июня — 27 июля — рейд сотни УПА под командованием «Хмары» в Румынию[7]. Целью рейда было установление контактов с антикоммунистических подпольем. Он закончился неудачей. Дважды пройдя с боем границу и совершив поход по маршруту (Жабье — гора Стиг — города Вышово-Вижнее и Сигет) общей протяженностью более 300 км, группа вернулась в Украину почти без потерь: лишь один уповец был ранен в стычке с советскими пограничниками. Это был последний крупный рейд отрядов УПА[8].
- 24 августа — столкновение курьерской группы ЦП ОУН со спецгруппой МГБ в селе Либохора Дрогобычской области. Погибли в бою руководитель группы Михаил Михайлечко-«Куцин», Василий Брынчак-«Быстрый», «Дуб», «Моряк». Застрелился тяжело раненый бывший командир 26-го тактического отдела «Лемко» Мартин Мизерный-«Рен»)[9].
- 3 сентября — приказ Главного Командира УПА Шухевича о расформировании последних боевых отрядов и штабов УПА: воинам УПА на выбор — переход на Запад или вливание в вооруженное подполье; назначение командира ВО-4 «Говерла» Николая Твердохлеба-«Грома» референтом СБ-ОУН Карпатского края[10].
- 9 сентября — столкновение чешской жандармерии с группой курьеров УГВР возле села Погорелице гмины Злин в Чехии. В перестрелке погиб бывший командир сотни «Ударники-5» и ТО-24 «Маковка» Степан Стебельский-«Хрен»[11].
- 24 октября — во Львове в собственной квартире был убит советский публицист, коммунист и русофил Ярослав Галан. 11-ю ударами топора ему проломили голову. По официальной версии советских властей убийство совершили двое членов ОУН — Михаил Стахур и Илларий Лукашевич[12][13]. Однако, начиная с 60-х годов, сначала в украинской диаспорной литературе, а с 1990-х годов в современной Украине началась дискуссия по поводу того, кто же был настоящим заказчиком убийства Галана. На сегодняшний день одна часть историков считает, что покушение было организовано самими советскими спецслужбами, а вероятной мотивацией было намерение создать повод для очередного осуждения деятельности украинского подполья[14]

### 1951 год
- 19 января — поисковая группы МГБ на Золотиивских хуторах (теперь село Нивы-Золочовские) Ровенщины обнаружила схрон, при штурме которого погиб краевой командир УПА-Север в 1944—1949, заместитель краевого проводника ОУН-ПЗУЗ Иван Литвинчук-«Дубовой». Спецотряд попытался «выкурить» Литвинчука газовой гранатой. Тогда он взорвал себя и ещё одного подпольщика. Согласно другой версии, застрелился (прострелил себе правый висок)[15][16].
- 10 июля — атака УПА на Надворную. Около 23 часов партизаны ворвались в местный госпиталь, убили двух охранников МГБ с 6 роты 215 полка, которые следили за задержанной раненой активисткой ОУН, забрали женщину и скрылись[17].
- 23 декабря — спецоперация по ликвидации полковника УПА Петра Федуна-«Полтавы», одного из ведущих идеологов и публицистов вооруженного подполья Организации украинских националистов (ОУН), начальника политотдела ГВШ УПА. В декабре 1951 г. сотрудники МГБ получили информацию, что в районе сёл Вишнев и Новошины в Станиславской области скрывается кто-то из членов Провода ОУН. Учитывая это, управление 2-Н МГБ УССР совместно с управлениями МГБ в Дрогобычской и Станиславской областях тщательно разработало план военно-чекистской операции на границе тогдашних Букачевского района Станиславской области и Журавновского района Дрогобычской области. Всего было привлечено 4574 офицеров и солдат, из них — 75 сотрудников УМГБ в Дрогобычской и 78 сотрудников УМГБ в Станиславской области, 60 инструкторов из 110 служебно-розыскными собаками, 500 курсантов учебного отряда МГБ, 230 автомашин. Операция продолжалась с 21 по 28 декабря. 23 декабря в 11 часов 30 мин в лесу возле села Новошины курсанты учебного полка МГБ по струям пара из вентиляционных отверстий обнаружили подземный схрон с подпольщиками внутри. Им предложили сдаться, но те отказались и открыли огонь из автоматов. Через некоторое время, увидев, что положение безысходное, подпольщики подожгли бункер и все до единого совершили самоубийство. Схрон раскопали солдаты и из него вытащили тела четырёх повстанцев: в том числе и Федуна-«Полтаву»[18].

### 1952 год
- Февраль — последний бой УПА в Беларуси. Произошёл между повстанческим отрядом Ивана Панько (Сикоры) и отрядом КГБ на Одрыжинских хуторах Ивановского района Пинской области, в результате которого были убиты 6 боевиков и захвачено 3[19].
- 4 марта — в селе Суховцы Ровенской области чекисты нашли тайник, в котором был автор повстанческих пропагандистских открыток, художник, член ОУН и УГВР — Нил Хасевич. Отдел МГБ окружил схрон и после полученного молчания на предложение показаться живыми, забросал его гранатами. Внутри красные обнаружили три трупа: Хасевича, Вячеслава Антонюка (Матвея) и Антона Мельничука (Гната). Все трое застрелились из личного оружия. Могилы художника, как и двух его соратников, разделивших с ним смерть до сих пор не найдены. Основным оружием Хасевича были карандаш и бумага. И хотя он не возглавлял вооруженные формирования, не руководил боевыми группами и операциями, но его очень уважали в УПА, максимально оберегали и даже настаивали на уходе на Запад[20].

### 1953 год
- 27 апреля — в селе Лоевая близ Надворной на Прикарпатье, будучи полностью блокированным чекистами, застрелился командир куреня УПА «Колокола», а также командующий тактическим отделом «Гуцульщина» — Петр «Хмара» Мельник[21].
- 11 июля — в ходе спецоперации МГБ был захвачен последний командир УПА-Север — полковник Василий Галаса-«Орлан» и его жена Мария Мавчин. Для захвата Галасы была спецгруппа «Закат», которую возглавил агент К-62 — в недавнем прошлом начальник курьерской группы ЦП ОУН. Его точное имя спецслужбы не раскрывают, но скорее всего это был Михаил Качановский (Скоб, Качур). Чекисты создали легендированный Кременецкий районный провод, на который и хотели выманить Галасу. «Боевики» этого провода втёрлись в доверие к одному из членов ЦП ОУН и вместе с ним 28 июня прибыли к Галасе. Они убедили его посетить восточные регионы Подолья, где, по их словам, они весьма успешно боролись с большевизмом. Тот получил разрешение на своё перемещение у Василия Кука, после чего отправился в путь. 11 июля 1953 года Галаса, его жена и их охранник прибыли в лесной массив в окрестностях Ямполя. Охранника агенты МГБ отправили под благовидным предлогом в одно из близлежащих сёл, а остальных своих гостей накормили и дождались, пока они уложатся спать и когда это случилось, К-62 дал сигнал, и его подручные их связали[22].

### 1954 год
- 1 января — по информации обкома КП(б)У, в Дрогобычской области «по состоянию на 1 января 1954 года имелось 9 вооружённых бандитов, которые действовали в Стрыйском, Николаевском и Ходоровском районах»[23].
- 17 января — захват опергруппой 11-го отряда ВО МВД (68 военнослужащих, командиры — заместитель начальник отдела УМВД майор Резник и капитан Белый) боёвки ОУН в селе Буцинь Старо-Выжовского района Волынской области. 2 кольца блокирования 250 м и 500 м, штурм, пулемётный обстрел схрона, погиб при прорыве из подожжённого дома окружной проводник ОУН в Ковельском районе Василий Сементух-«Ярый»[укр.], сгорела в доме прикрывавшая отход техсекретарь окружного провода Вера Королюк-«Хрыстя», застрелились раненые при прорыве Степан Бабилицкий-«Ярема» и Александр Карпук-«Кравченко»[24].
- 28 января — захват опергруппой МВД (3 спецагента и офицер МВД) боёвки ОУН в доме на хуторе Граница в селе Скнилов Брюховичского района Львовской области (застрелились краевой референт пропаганды ОУН-Львов Любомира Гаевская-«Рута», боевик охраны В. Миклюш и хозяйка дома И. Забуская)[25].
- 17 мая — гибель командира ВО-4 «Говерла» Николая Твердохлеба-«Грома». Спецгруппа МГБ во главе с полковником Арсением Костенко окружила убежище «Грома» — схрон на горе Березовачка возле села Зелёная Надворнянского района Станиславской области. Между сторонами завязалась перестрелка, которую остановили для проведения переговоров. Положение повстанцев было безвыходным. Уничтожив все документы, Твердохлеб сначала застрелил свою жену, а затем сам покончил жизнь самоубийством[26].
- 24 мая — столкновение спецгруппы МГБ с ОУН из-за предательства агента МГБ «Юрко» (связной ОУН Николай Примас-«Чумак») с использованием спецсредства «Тревога» в Иванцевецком лесу Олесского района Львовской области (арестован последний главнокомандующий УПА и глава УГВР Василий Кук-«Лемиш» и его жена член ОУН Юлия Крюченко-«Оксана»)[27].

### 1955 год
- 9 июля — в селе Сушки после 10-часового боя была уничтожена последняя боёвка ОУН на Житомирщине, состоящая из двух подпольщиков — Владимира Кудри-«Романа» и Александра Усача-«Лиса»[28].
- 2 октября — агент МГБ, бывший боевик ОУН Михаил Степницкий-«Борис» (явился с повинной 15 сентября 1955) ликвидировал в селе Комарово главу Колковского райпровода ОУН Степана Линника-«Сергея»[укр.][29].
- 20 октября — в Жабьевском районе в бою со спецгруппой КГБ был убит последний повстанец Станиславщины — Николай Марусяк ("Богдан"), который успел при этом застрелить лейтенанта Григория Пугача[30].

### 1956 год
- 8 декабря — по информации прокурора УССР Денисюка на имя первого секретаря ЦК КПУ Кириченко, «в ноябре 1956 года в Тернопольской, Львовской, Станиславской, Дрогобычской, Ровенской, Волынской, Черновицкой областях зарегистрирован 131 случай преступных проявлений, совершёнными лицами, в прошлом судимыми за принадлежность к оуновскому подполью и возвратившимися из мест заключения и спецпоселений, в том числе хулиганские проявления — 50 случаев, угрозы свидетелям и активистам — 41, избиения актива — 4, убийства — 2, одно покушение на убийство, распространение антисоветских листовок и анонимных писем с угрозами — 5»[31].

### 1959 год
- 31 января — КГБ вышло на след «пятерки» ОУН, действовавшей в селах Залесье и Вороняки Золочевского района. Четыре члена организации проживали в Залесье и один — в Вороняках. В 5 часов утра, пять оперативных групп, каждая из которых состояла из пяти бойцов КГБ 12-го мотострелкового отряда, провели обыск в домах. Были найдены холодное оружие, револьвер «наган», а у жителя Вороняк —националистическая литература и антисоветские листовки[32].
- 12 октября — боевик ОУН Пётр Пасичный-«Чёрный» застрелил из дробовика лейтенанта КГБ Виктора Стороженко в лесу у села Тростянец Бережанского района Тернопольской области. Он стал последней боевой жертвой со стороны советской власти в её войне с националистическим подпольем[33][34][35].

### 1960 год
- 14 апреля — захват опергруппой областного управления КГБ и 12-го отряда ВО МВД УССР группы ОУН (3 боевика) на хуторе Лозы между сёлами Шумляны и Божиков Подгаецкого района Тернопольской области (застрелились раненые руководитель Петр Пасичный-«Петро» и боевик Олег Цетнарский, захвачена тяжело раненой после попытки застрелиться Мария Пальчак-«Стефа»)[36].